# (9848) Yugra
(9848) Yugra (1990 QX17) – planetoida z grupy pasa głównego asteroid okrążająca Słońce w ciągu 3,67 lat w średniej odległości 2,38 j.a. Odkryta 26 sierpnia 1990 roku.